# 1296 Andrée
1296 Andrée (1933 WE) là một tiểu hành tinh vành đai chính được phát hiện ngày 25 tháng 11 năm 1933 bởi Louis Boyer ở Algiers.